# Bősárkány, Győr-Moson-Sopron
Bősárkány  este un sat în districtul Csorna, județul Győr-Moson-Sopron, Ungaria, având o populație de 2.104 locuitori (2011). 

## Demografie
Componența etnică a satului Bősárkány
     Maghiari (98,49%)
     Necunoscut (0,21%)
     Alții (1,3%)
Componența confesională a satului Bősárkány
     Romano-catolici (80,56%)
     Luterani (1,71%)
     Fără religie (1,52%)
     Necunoscută (15,97%)
     Reformați (0,24%)
     Alte religii (0,48%)
Conform recensământului din 2011, satul Bősárkány avea 2.104 locuitori. Din punct de vedere etnic, majoritatea locuitorilor (98,49%) erau maghiari. Apartenența etnică nu este cunoscută în cazul a 0,21% din locuitori.  Din punct de vedere confesional, majoritatea locuitorilor (80,56%) erau romano-catolici, existând și minorități de luterani (1,71%) și persoane fără religie (1,52%). Pentru 15,97% din locuitori nu este cunoscută apartenența confesională.